# Ben Carnevale
Bernard „Ben“ L. Carnevale (* 30. Oktober 1915 in Raritan, New Jersey; † 25. März 2008 in Williamsburg, Virginia) war ein US-amerikanischer Basketballcoach.

## Leben
Geboren als Sohn von Alexander und Amelia Carnevale, sah Carnevale sein erstes professionelles Basketball-Spiel im Alter von sechs Jahren im Jahre 1921. Nach seinem Abschluss an der Somerville High School in New Jersey war Ben für vier Jahre ein Spieler an der NYU und gewann mit seinem Team 1935 die NCAA-Meisterschaft. Er erreichte ebenso 1938 das erste Finale des National Invitation Tournaments (NIT).
Seinen Abschluss an der NYU machte er 1938 in Business und spielte zwei Jahre professionell Basketball bei den Jersey Reds in der American Basketball League und trainierte auf High-School-Level das Team der Cranford-High School.
Nach seiner Zeit als Offizier der US Navy im Zweiten Weltkrieg trainierte er die Mannschaft der University of North Carolina (UNC) zwischen 1944 und 1946 und erreichte den Conference-Sieg 1945 und das NCAA-Meisterschaftsfinale im Jahre 1946, das die UNC Tar Heels allerdings gegen die Oklahoma State University verloren.
Zwischen 1947 und 1967 trainierte Carnevale die Mannschaft der U.S. Naval Academy und führte sie zu einer 257—160 Bilanz und fünf Playoff-Turnieren als auch zwei NITs, was besonders angesichts der Größenbeschränkung in der Marine auf 1,93 m beachtlich ist. 1947 erhielt Ben Carnevale die Auszeichnung als bester nationaler College-Trainer. Seit dem 21. April 1970 ist er Mitglied der Naismith Memorial Basketball Hall of Fame, aufgenommen aufgrund seiner außerordentlichen Leistung für den Basketball.
Abgesehen von seiner Trainer-Leistung war Carnevale 20 Jahre lang Mitglied im US Olympischen Komitee und 1964–1968 sogar Vorstandsvorsitzender. Er war auch Mitglied und Vorstand in vielen weiteren Komitees.